# Revista Española de Enfermedades Digestivas
Fundada en 1918 por los profesores R. Luis y Yagüe, Fidel Fernández y L. Urrutia, se publica ininterrumpidamente desde 1944. Es el órgano de expresión científica de las siguientes sociedades: Sociedad Española de Patología Digestiva (SEPD), Sociedad Española de Endoscopia Digestiva (SEED) y Asociación Española de Ecografía Digestiva (AEED).
Es una revista científica con evaluación de artículos mediante proceso de revisión ciega por pares. Tiene un factor de impacto de 1,858 de JCR y 0,52 en el SJR.
Se encuentra indexada en: Medline, Current Contents, IME, EMBASE/Excerpta Médica, SciELO,
Cancerlit, Bibliomed, IBECS, Cab Health, Biosis, Scisearch, Healthstar, ADIS LMS Drug Alert, Toxline y Scopus.
Su fondo bibliográfico está digitalizado desde el año 1935 hasta la actualidad. Es una revista open access, lo que quiere decir que todo su contenido es accesible libremente sin cargo para el usuario individual y sin fines comerciales.
Se trata de la revista científica en lengua española con mayor índice de impacto en el campo del aparato digestivo.